# Copris cambeforti
Copris cambeforti là một loài bọ cánh cứng trong họ Bọ hung (Scarabaeidae).